# Vosea whitemanensis
El mielero de las Bismarck (Vosea whitemanensis) es una especie de ave paseriforme de la familia Meliphagidae, la única del género monotípico Vosea, endémica del archipiélago Bismarck, localizadas al noreste de Nueva Guinea.

## Taxonomía
Fue descrito científicamente por el ornitólogo estadounidense Ernest Thomas Gilliard en 1960 como Vosea whitemanensis. El epíteto específico whitemanensis deriva de las montañas Whiteman, en el oeste de Nueva Bretaña, de donde provenía el holotipo con el cual se hizo la descripción.
Fue descrita en su propio género, Vosea, pero fue trasladada a Melidectes en 1971 por Jared Diamond, alegando similitudes en sus vocalizaciones, comportamiento y morfología al mielero fuliginoso (M. fuscus). Un estudio de filogenética molecular publicado por Andersen et al. en 2014 encontró que whitemanensis está más estrechamente relacionado con los miembros del género Myzomela y Sugomel que con Melidectes, y al ser la única de las diez especies en el género que no es endémica de Nueva Guinea, se propuso la resurrección del género monotípico Vosea.

## Distribución
Es endémica de la isla de Nueva Bretaña, la mayor isla del archipiélago Bismarck, donde habita en bosques lluviosos, principalmente entre 1300 y 1700 metro sobre el nivel del mar.

## Estado de conservación
Anteriormente era clasificada como especie bajo «preocupación menor» por la UICN, pero se sospechaba que era más rara de lo que generalmente se suponía, y tras la evaluación del tamaño de su población y debido a lo limitado de su área de distribución se elevó su estado a «casi amenazada» en 2008. El tamaño de la población se estima entre 3,5 y 15 mil individuos y se cree que está disminuyendo debido a la deforestación de los bosques de la isla para convertirlos en plantaciones de palma aceitera.